# Helmut Hofmann (Architekt)
Helmut Hofmann (* 9. Februar 1907 in Konstadt, Schlesien; † 5. Dezember 2006 in Georgenborn) war ein deutscher Architekt und Künstler.

## Ausbildung und erste Tätigkeiten
Hofmann begann 1922 eine Maurer-Lehre in Oppeln und wurde 1924 Geselle. Ab 1925 besuchte er die Baugewerkschule in Breslau. Damit bekam er eine Ausbildung in Konstruktion, Materialkunde, Ausschreibung und Kalkulation und in der Bauleitung. Breslau war in Bezug auf moderne Architektur zu dieser Zeit eine fortschrittliche Stadt, z. B. durch ihren Stadtbaurat Max Berg.
Aufstiegsorientiert besuchte Hofmann anschließend die Staatliche Akademie für Kunst und Kunstgewerbe Breslau, die von Hans Poelzig zu einer der wichtigsten Hochschulen entwickelt worden war und die in ihren Werkstätten schon nach Prinzipien des späteren Bauhauses arbeitete. Als Lehrer für Architektur wirkten hier Adolf Rading und Hans Scharoun. Daneben lehrten in weiteren Fächern, unter Oskar Moll als Direktor, Carlo Mense, Alexander Kanoldt, Otto Mueller, Johannes Molzahn, Oskar Schlemmer und Georg Muche.
1928 begann Hofmann in Breslau ein Architektur-Studium, das er sich als Zeichner von Schaubildern für den Breslauer Kunstverein finanzierte. Er arbeitete als Angestellter im Architekturbüro von Paul Häusler, das 1929 am Bau eines Doppelhauses in der entstehenden Werkbundsiedlung Breslau, WuWa, arbeitete. Weitere Architekten, die sich mit eigenen Häusern an der Ausstellung beteiligten, waren neben Rading und Scharoun Paul Heim und Albert Kempter, Gustav Wolf, Ludwig Moshamer, Heinrich Lauterbach, Moritz Hadda, Theo Effenberger und Emil Lange.
Hofmann war zu dieser Zeit eingebunden in die Avantgarde der Architekten in Schlesien. Doch der Zusammenbruch des Bauwesens in der Weltwirtschaftskrise machte ihn arbeitslos. Er schlug sich fortan mit Arbeiten als Maurer, als Schaufensterdekorateur und als Stehgeiger in Hinterhöfen durch.
1932 bekam Hofmann den Auftrag, Bestandspläne vom Gebäude seiner Akademie zu erstellen, die von der Regierung geschlossen worden war. Dann wurde er technischer Leiter in einem kleinen Bauunternehmen in Saarau. Hier beauftragte ihn 1933 ein Kunde mit der Planung eines Neubaus. So begann Hofmanns erste freischaffende Tätigkeit. Als der Bau 1935 fertig gestellt war, bedeutete das für Hofmann wieder Auftragsmangel.
Er wurde in den Bund Deutscher Architekten (BDA) berufen. Durch die Gleichschaltung des BDA 1934 wurde Hofmann Mitglied in der Reichskammer der bildenden Künste.
1936 wurde Hofmann im Reichsluftfahrtministerium in der Bauabteilung in Berlin eingestellt. Als er und sein Kollege Hanns Hörich 1938 dienstverpflichtet werden sollten, kündigten sie und machten sich als Architekten selbstständig. 1940 wurde Hofmann zur Wehrmacht eingezogen. Zuletzt war er Panzerkommandant in Italien. Nach der Befreiung des Landes kam er dort in Kriegsgefangenschaft, aus der er zurück nach Berlin floh.

## Nach dem Krieg
Durch den Krieg hatte Hofmann seine Frau und den Wohnsitz verloren. Er zog nach Thurnau. In Hattersheim gründete er gemeinsam mit einem Buchhändler die Firma Kunst- und Bücherstube Martin Tolksdorf. Hofmann war dabei für die Themen Kunst und Kunstgewerbe zuständig. Man riet ihm, sich wegen der Wohnungsnot besser um architektonische Aufgaben zu bewerben. So gründete Hofmann an diesem Ort sein nunmehr drittes Architekturbüro. Er begann 1948 mit Siedlungsbauten für Heimatvertriebene. Dabei ließ er den Maler Siegfried Reich an der Stolpe (1912–2001) auf der Giebelwand einer Hauszeile das Sgraffito des Rathauses von Breslau ausführen.
Hofmann konnte seine Bauten den knappen Mitteln der Zeit anpassen. Daher wurden seine Grundrisse schon bald in Fachzeitschriften des Bauwesens publiziert, und seine Bauten wurden in einem „Ratgeber für Bausparer“ Anfang der 1950er Jahre als beispielhaft vorgestellt. Für die 2. Auflage dieses Ratgebers 1953 wurde er mit dem Entwurf von Typengrundrissen beauftragt. Hofmann konnte mit diesen Entwürfen an die zwangsweise abgebrochene Entwicklung der neuen Architektur der 1920er und frühen 1930er Jahre anknüpfen.
Seine eigene Architektentätigkeit gewann nun deutlich an Umfang. Neben Wohnhäusern plante und baute er Verwaltungsgebäude, Sparkassen, Banken, Bauten des Gesundheitswesens, Schulen, Gemeindehäuser, Friedhofshallen und Kirchen. Dabei zog Hofmann nach Möglichkeit freischaffende Künstler zur Mitarbeit heran. Er gehörte zum Freundeskreis um die Kunsthändlerin Hanna Bekker vom Rath in Hofheim am Taunus und richtete auch einige Kunstausstellungen aus. Schließlich zog Hofmann 1967 nach Schlangenbad-Georgenborn. Er erwarb dort die Ruine der Remise von Schloss Hohenbuchau, das schon abgerissen war, und stellte sie wieder her. Dabei verband er alte, aber erneuerte Substanz mit modernen Elementen. In Anerkennung seines denkmalpflegerischen Umgangs mit dem Gebäude beauftragte man ihn mit der Wiederherstellung und Erweiterung des Kurhauses in Bad Schwalbach, das von Philipp Hoffmann erbaut worden war.
Als Hofmann altersbedingt die Architektentätigkeit aufgab, betätigte er sich als bildender Künstler. Gezeichnet und gemalt hatte er schon sein Leben lang, jetzt entdeckte er eine ihm besonders zusagende Kunstform, die Collage. Hofmann verwendete als Material die Tapeten-Musterbücher aus den Werkstätten von Le Corbusier, des Bauhauses und des Deutschen Werkbunds sowie der Rasch-Kollektionen. Diese Arbeiten Hofmanns wurden vielerorts ausgestellt. Vom Stil her gestaltete er die Collagen mit der Zeit zunehmend freier, die berufliche Herkunft des Künstlers aus der Architektur und vom Städtebau her war gut erkennbar.

## Werk

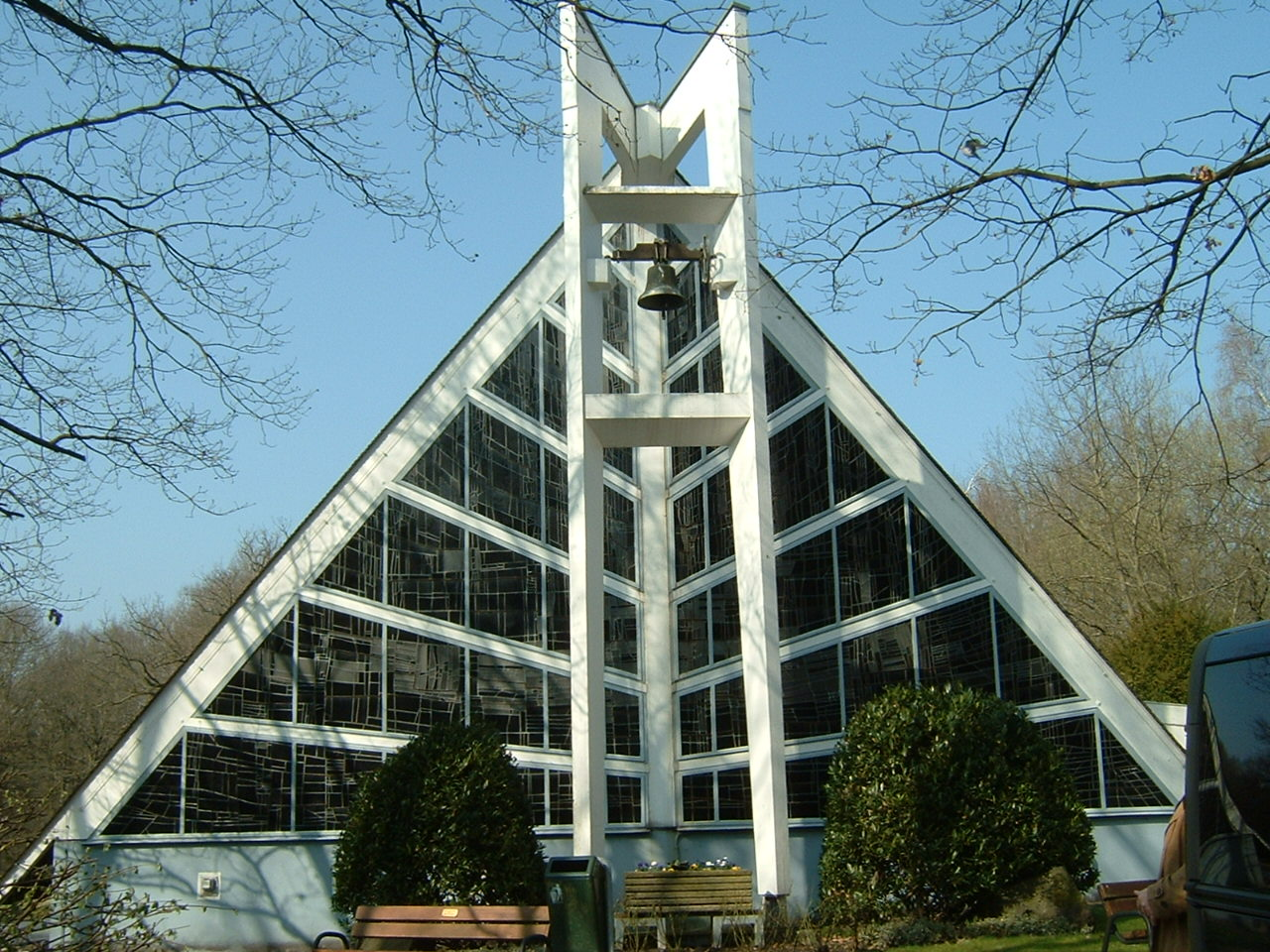
Trauerhalle auf dem Waldfriedhof Schwalbach

- Schwalbach, Limesstadt: Trauerhalle des Waldfriedhofs; Auf dem höchsten Punkt des Friedhofs liegt diese Halle. Es dominiert ein tief herabgezogenes, schiefergedecktes Dach. Die abfallende Dachlinie bildet über dem Eingang ein dreieckiges Vordach, die Schräge wird von einer Betonstrebe aufgenommen und zum Boden geführt und endet dort in einer Staudeninsel. Der Eingangsbereich ist gestaltet mit zwei quadratischen Doppeltüren und mit verglasten Wandsegmenten. Die dreieckige Rückfront zwischen der fächerförmigen Verstrebung verglast. Schmale, abgewinkelte Pfeiler bilden den Stuhl für die Friedhofsglocke.[1]